# Bodenwertsteuer
Eine Bodenwertsteuer ist eine Abgabe auf den Wert des natürlichen, unveränderten Grundstücks. Im Gegensatz zur Grundsteuer wird der Wert von Gebäuden, persönlichem Eigentum und anderen Eigentumsverbesserungen ignoriert. Eine Bodenwertsteuer wird im Allgemeinen von Ökonomen befürwortet, da sie (im Gegensatz zu anderen Steuern) keine wirtschaftliche Ineffizienz schafft und tendenziell die Ungleichheit verringert.
Die Bodenwertsteuer wird „die perfekte Steuer“ genannt und die wirtschaftliche Effizienz einer Bodenwertsteuer ist seit dem 18. Jahrhundert bekannt. Viele Ökonomen seit Adam Smith und David Ricardo haben sich für diese Steuer ausgesprochen, aber sie wird am meisten mit Henry George in Verbindung gebracht. George argumentierte, dass die Besteuerung des Bodenwerts die logischste Quelle öffentlicher Einnahmen sei, weil die Menge an Land unveränderlich sei und der Bodenwert durch Gemeinden und öffentliche Arbeiten geschaffen werde.
Eine solche Steuer ist eine progressive Steuer, da die Menge (oder der Wert) des Landes, das eine Person besitzt, stark mit dem allgemeinen Vermögen und Einkommen dieser Person korreliert.

## Eigenschaften

### Effizienz

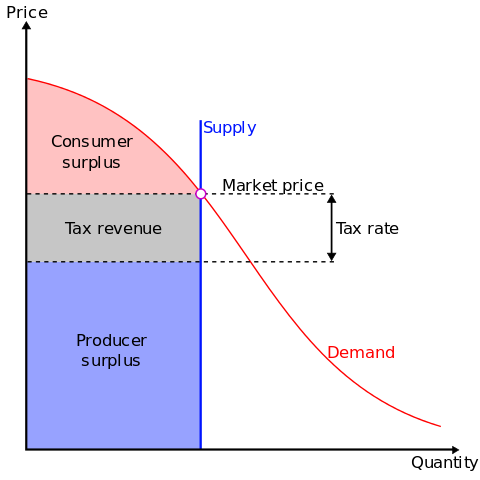
Ein Angebots- und Nachfragediagramm, das die Auswirkungen einer Bodenwertsteuer zeigt. Da das Angebot von Grundstücken unelastisch ist, liegt die Steuerlast vollständig beim Grundstückseigentümer. Der Mietpreis und die gehandelte Menge bleiben unverändert und es gibt keinen Nettowohlfahrtsverlust.

Die meisten Steuern verzerren wirtschaftliche Entscheidungen und verhindern vorteilhafte Wirtschaftsaktivitäten. Eine Steuer auf den Wert von Häusern und Gebäuden bestraft den Eigentümer wirtschaftlich gesehen für Reparaturen und Modernisierungen. Eine Steuer auf Arbeitseinkommen wie die Lohnsteuer und die Einkommenssteuer bestraft Bürger für geleistete Arbeit. Durch diese Steuern werden Modernisierungen bzw. Arbeit, welche gesellschaftlich vorteilhaft und gewünscht sind, weniger attraktiv. Es wird weniger modernisiert und gearbeitet durch die Steuern. Dies nennt man Wohlfahrtsverlust. Eine Bodenwertsteuer führt hingegen nicht zu einem Wohlfahrtsverlust, da das Angebot an Boden nicht elastisch ist wie das Angebot an Häusern und Arbeit. Das heißt, selbst wenn der Bodenwert besteuert wird, kann das Angebot an Boden dadurch nicht weniger werden, wie es beim Angebot an Häusern (Reparaturen und Modernisierungen) und Arbeit der Fall ist. Die Bodenwertsteuer lässt sich damit als neutral bezeichnen, da sich das Angebot an Boden nicht ändert trotz der steuerlichen Belastung. Sie ist somit effizienter als andere Steuern, da wirtschaftliche Aktivität nicht beeinträchtigt wird. Diese Beobachtung findet sich bereits bei Adam Smith. Im Gegenteil führt eine Bodenwertsteuer sogar dazu, dass Eigentümer, die bisher nur mit ihren Grundstücken spekuliert haben, zu einer effizienten Nutzung angeregt werden um aus den Einnahmen die Steuer bezahlen zu können. Damit schafft die Bodenwertsteuer gesellschaftlich vorteilhafte wirtschaftliche Aktivität, wo vorher keine war. Die höhere Effizienz der Bodenwertsteuer ermöglicht eine gesteigerte Wertschöpfung im Vergleich zu anderen ineffizienten Steuern. Die Gesellschaft wird materiell gesehen reicher.

### Gleichheit
Die Bodenwertsteuer bewirkt, dass die Bodenrente, also das leistungslose Einkommen aus Grundeigentum, nicht mehr den Eigentümern zukommt, sondern dem Staat bzw. der Gemeinschaft. Einerseits werden dadurch einige Individuen mit dem Besitz von Grundeigentum oder natürlichen Ressourcen nicht mehr so außergewöhnlich reich wie vorher. Andererseits kann der Staat die Bodenrente für öffentliche Versorgung, Infrastruktur und andere übliche staatliche Aufgaben ausgeben und darüber hinaus überschüssiges Geld als Bürgerdividende an alle Bürger gleichermaßen ausschütten. Damit werden Geringverdiener besser gestellt. Gleichzeitig werden Letztere entlastet, wenn Steuern auf Arbeit, Umsatz und andere leistungsbezogene Aktivitäten reduziert werden. Auf diese Weise wird die Gesellschaft gleicher, ohne dabei die Effizienz zu reduzieren und das Leistungsprinzip abzuschaffen. Wer viel leistet und viel arbeitet, wird auch mehr verdienen. Aber die Unterschiede zwischen Groß- und Geringverdienern werden kleiner werden. Damit stellt die Bodenwertsteuer eine Ausnahme zu einer grundlegenden Annahme der Wohlfahrtsökonomik dar, dass Maßnahmen/Steuern, welche auf größere Einkommens- und Vermögensgleichheit abzielen, die Effizienz einer Volkswirtschaft beeinträchtigen und umgekehrt.
Eine teils befürchtete Zusatzbelastung von Mietern durch die Umlage der Steuer auf die Nebenkosten durch den Vermieter entsteht durch die Bodenwertsteuer nicht. Selbst wenn Vermietern diese Möglichkeit rechtlich gestattet ist, müssten sie im Gegenzug in gleicher Höhe die Kaltmiete senken, da sie auch ohne Steuer schon die größtmögliche Miete verlangen, welche die Mieter zu zahlen bereit sind. An der Zahlungsbereitschaft der Mieter ändert sich aber durch die Bodenwertsteuer nichts. Aus ökonomischer Sicht handelt es sich um einen besonderen Fall der Steuerinzidenz, da das Angebot an Boden nahezu perfekt unelastisch ist. Daher wird die Steuer von der Angebotsseite getragen und kann nicht auf die im Vergleich elastische Nachfrageseite, also auf Mieter abgewälzt werden. Diese Beobachtung findet sich ebenfalls bereits bei Adam Smith.

## Bodenwertsteuer in einzelnen Staaten
Eine Bodenwertsteuer wird derzeit in Dänemark, Estland, Litauen, Singapur und Taiwan erhoben; in kleinerem Umfang wird sie auch in Teilregionen Australiens, Mexikos (Mexicali) und der Vereinigten Staaten (z. B. Pennsylvania) verwendet.

### Bodenwertsteuer in Deutschland
Bereits in seinem Urteil von 1967 schrieb das Bundesverfassungsgericht: "Die Tatsache, daß der Grund und Boden unvermehrbar und unentbehrlich ist, verbietet es, seine Nutzung dem unübersehbaren Spiel der freien Kräfte und dem Belieben des Einzelnen vollständig zu überlassen; eine gerechte Rechts- und Gesellschaftsordnung zwingt vielmehr dazu, die Interessen der Allgemeinheit beim Boden in weit stärkerem Maße zur Geltung zu bringen als bei anderen Vermögensgütern."
Im Münchner Stadtrat postulierte Werner Veigel 1970, dass es "höchste Zeit sei, das Eigentum an Grund und Boden im Sinne des Grundgesetzes einer echten Sozialbindung näherzuführen. Um Wucher und Bodenspekulation zu bekämpfen, muss dem Boden seine privilegierte Funktion als Anlagegut mit risikoloser Gewinnchance endlich genommen werden."
Die 2012 gegründete Initiative „Grundsteuer: Zeitgemäß!“ setzt sich in Deutschland für die Umgestaltung der Grundsteuer zu einer reinen Bodenwertsteuer bzw. einer kombinierten Bodenwert- und Bodenflächensteuer ein. Die Steuer wird als gerecht, investitionsfreundlich und einfach beworben. Zusätzlich wird die effiziente Flächennutzung und damit die Vermeidung von Zersiedlung und Flächenfraß genannt. Zu den Unterstützern zählen unter anderem der NABU, der BUND, der BDA und das IW.
2019 behandelte Hans-Jochen Vogel in seiner Schrift „Mehr Gerechtigkeit!: Wir brauchen eine neue Bodenordnung - nur dann wird auch Wohnen wieder bezahlbar“ (ISBN 978-3-451-07216-1) die Bodenfrage. Die Kernelemente seines Gerechtigkeitplanes umfassen den Rückkauf von Grund und Boden durch die Gemeinden, die Vergabe von kommunalen Grundstücken im Erbbaurecht, das Ende der zehnjährigen Spekulationsfrist für den steuerfreien Immobilienverkauf und einen "Planwertausgleich" für "leistungslosen Gewinne der Grundeigentümer". Denn der Wert eines Grundstücks vermehrt sich kontinuierlich durch den Ausbau der Verkehrsinfrastruktur, von Schulen und Universitäten, Kultureinrichtungen und dem Angebot einer guten Gesundheitsvorsorge. Dies deckt sich stark mit Vorschlägen Vogels bereits von 1972.
2020 hat der Landtag von Baden-Württemberg ein neues Landesgrundsteuergesetz verabschiedet, das erstmals für die Grundsteuer des Kalenderjahres 2025 anzuwenden ist und eine modifizierte Form der Bodenwertsteuer darstellt. Die Grundsteuerwerte werden nach den Bewertungsvorschriften der §§ 24 ff. LGrStG ermittelt, die sich auf die Grundstücksfläche und den Bodenrichtwert beziehen. Die Modifikation liegt in einer Ermäßigung der Grundsteuermesszahl von 30 % für Grundstücke mit Wohnnutzung.
2020 resümieren Thiess Büttner und Horst Zimmermann in der Diskussion um eine bundesweite Grundsteuerreform: „Eine Grundsteuer, die sich allein auf den Bodenwert bezieht, stellt eine ernstzunehmende Alternative zum Bundesvorschlag dar. Die Berücksichtigung des Grundstückswertes bezieht indirekt auch Standortvorteile aus öffentlichen Leistungen ein. Dies ist eine wichtige Funktion der Grundsteuer.“